# Nebahovy
Nebahovy là một làng thuộc huyện Prachatice, vùng Jihočeský, Cộng hòa Séc.